# U 259
U 259 war ein deutsches U-Boot des Typs VIIC der Kriegsmarine im Zweiten Weltkrieg.

## Geschichte
Nach dem Bauauftrag am 23. Dezember 1939 wurde U 259 in der Bremer Vulkanwerft unter Baunummer 024 bis zum Stapellauf am 30. Dezember 1941 fertiggestellt. Es wurde am 18. Februar 1942 unter Kapitänleutnant Klaus Köpke in Dienst gestellt.
Am 28. August 1942 lief es bei seiner ersten Patrouille von Kiel in den Mittelatlantik aus, wo es sich u. a. vom 13. September 1942 bis zur Auflösung am 22. September 1942 dem Wolfsrudel Lohs anschloss. Im Oktober 1942 trat U 259 den Rückmarsch an.
Anfang November 1942 war U 259 Teil der im westlichen Mittelmeer zusammengezogenen U-Boote und wurde u. a. Teil des Wolfsrudels Delphin.
Am 15. November 1942 wurde das U-Boot von einem britischen Bombern des Typs Hudson (RAF Squadron 500) nordwestlich von Algier durch Wasserbomben angegriffen. Dabei wurde U 259 getroffen und explodierte. Es gab keine Überlebenden.
Die Explosion beschädigte auch das Flugzeug und zwang die Besatzung zum Aussteigen.

## Kommandant
Einziger Kommandant von U 259 war Klaus Köpke. Er wurde Anfang 1915 in Hannover geboren und trat 1935 als Offizieranwärter in die Marine ein. Bevor er von Oktober 1940 bis März 1941 eine U-Bootsausbildung erhalten hatte, war er u. a. als Schriftoffizier auf der Admiral Hipper eingesetzt. Nach der Baubelehrung war er bis Dezember 1941 als 1. Wachoffizier auf U 569. Von Dezember 1941 bis Februar 1942 war er zur Kommandantenausbildung und Baubelehrung bei der 8. U-Flottille und übernahm mit der Indienststellung Mitte Februar 1942 U 259. In dieser Position wurde er am 1. Juli 1942 Kapitänleutnant. Köpke starb bei der Versenkung von U 259.